# Brocchetta di Gurnià
La brocchetta di Gurnià è un vaso cretese risalente al XVI secolo a.C. circa ritraente un polpo. Il vaso venne scoperto nei resti archeologici di Paleocastro e oggi è conservato al museo archeologico di Candia.
I vasi cretesi dell'epoca rappresentavano quasi sempre figure naturalistiche (come piante, foglie, animali marini e terrestri) scure su sfondo chiaro.
Il fatto che sia immerso nei suoi elementi naturali gli dona un senso di profondità e di continuo movimento.  Anche per il fatto che ci sono molteplici pezzi di corallo che "fluttuano" nel vaso.